# Saramacca (fleuve)
La Saramacca est un fleuve du Suriname qui traverse les districts de Sipaliwini, de Para et de Saramacca. Elle prend sa source dans la montagne Wilhelmina, puis coule vers le nord pour se jeter dans l'océan Atlantique, en formant un estuaire commun avec la Coppename.

## Géographie
Le fleuve est long de 255 km et possède un bassin versant de 9 400 km2. Il constitue une voie d'eau importante pour le transport fluvial des produits et des personnes vers les zones agricoles. Cette navigation est perturbée par la présence de nombreux bancs de sable dans l'estuaire.

## Le nom
Lawrence Keymis, qui fut un ami de Walter Raleigh, a découvert le fleuve en 1596. Il lui a donné le nom de Shurama. Par la suite, on retrouva d'autres appellations comme Surrmacca, Saramo, Saramaca et Sarameca. Les Arawaks l'appelaient Surama, dont le nom actuel de « Saramacca » est vraisemblablement un dérivé.

## Recherches
Plusieurs mesures hydrographiques ont apporté des éléments à la recherche scientifique étudiant les inondations régulières du fleuve. Parmi d'autres, on peut signaler les résultats de Loth en 1770, ceux de l'expédition Saramacca sous la direction de Van Stockum (1902-1903), ceux de la troisième expédition du Tafelberg sous la direction de Geiskes ainsi que les travaux de plusieurs bureaux d'études d'état.

## Sources
- (nl) Cet article est partiellement ou en totalité issu de l’article de Wikipédia en néerlandais intitulé « Saramacca (rivier) » (voir la liste des auteurs).
- C.F.A. Bruijning en J. Voorhoeve (red.): Encyclopedie van Suriname. Amsterdam/Brussel 1977, B.V. Uitgeversmaatschappij Argus Elsevier;  (ISBN 9-01001-842-3).